# Hereditary peer
Hereditary peer er betegnelsen på overhovederne for mere end 800 højadelige britiske slægter. Indtil 1999 havde de fleste hereditary peers arvelige pladser i det britiske overhus. Fra 1999 er højadelen repræsenteret af 2 fødte medlemmer og 90 valgte medlemmer. Efter 1999 besættes de allerfleste pladser pladser i Overhuset af regeringsudnævnte life peers.

## Landed gentry
Lavadelen (The landed gentry) har ikke adgang til Overhuset, men de kan (ligesom ikke-adelige) blive folkevalgte medlemmer af Underhuset. Lavadelen består dels af baronets og dels af ubetitlet adel.

## Rang
Den britiske højadel inddeles i fem rangklasser:
- Hertuger (dukes). Der er 30 britiske hertuger – heraf seks kongelige hertuger. De fem er efterkommere af kong Georg 5. af Storbritannien og én (Prins Philip, hertug af Edinburgh) er gift med dronning Elizabeth 2. af Storbritannien (der er Georg 5.s ældste sønnedatter). Alexander Duff, 1. hertug af Fife blev hertug i 1889. Han var svigersøn til kong Edward 7. af Storbritannien, og han nedstammede fra kong Vilhelm 4. af Storbritannien. Alligevel betragtes han og hans efterfølgere som ikke-kongelige hertuger.
- Markiser (marquesses). Der er 34 britiske markiser. I 1917 blev prins Louis af Battenberg (britisk admiral og morfar til Prins Philip, hertug af Edinburgh) udnævnt til Markis af Milford Haven. I 1926 blev Rufus Isaacs (senere liberal udenrigsminister) udnævnt til Markis af Reading.
- Jarler (earls). Der er 69 britiske jarler. I 1984 blev den tidligere premierminister Harold Macmillan udnævnt til Jarl af Stockton. I 1961 blev prinsesse Margaret (dronningens søster) udnævnt til grevinde af Snowdon. Anthony Armstrong-Jones, der var hendes mand, blev samtidig Jarl af Snowdon. I 1999 blev prins Edward, der er dronningens yngste søn, udnævnt til Jarl af Wessex.
- Vicegrever (viscounts). Der er omkring 270 britiske vicegrever. Nogle af dem er dog jarlers og markisers ældste sønner, der kun bruger vicegreve som en høflighedstitel. I egen ret er der én vicegreve i den engelske adel, tre i den skotske adel, fem i den britiske adel (Storbritannien), 24 i den irske adel og 81 i Det forenede Kongeriges adel. De sidste vicegrever blev udnævnt i 1964.
- Almindelige baroner. Der er 37 arvelige baronier i den engelske adel og 20 Lords of Parliament of Scotland. Der er 24 arvelige baronier i den britiske adel (Storbritannien), 43 i den irske adel og 321 i Det forenede Kongeriges adel. De sidste arvelige baroner blev udnævnte i 1964 og 1965.

### De senest udnævnte arvelige baroner
Bortset fra nyere sidetitler for medlemmer af kongehuset så blev de seneste 12 arvelige baroner udnævnt i 1964 og 1965. Tre af disse nye adelige slægter er uddøde i mandslinjen, mens ni af slægterne stadig eksisterer:
- 1964: baron Thomson of Fleet, kommer fra en canadisk familie, der udgiver aviser (kendt som media magnate), den nuværende 3. baron er sønnesøn af den 1. baron Thomson of Fleet.
- 1964: baron Martonmere er en titel, der blev givet til den konservative politiker Roland Robinson, den nuværende 2. baron er sønnesøn af den 1. baron Martonmere.
- 1964: baron Sherfield er en titel, der blev givet til diplomaten sir Roger Makins, den nuværende 3. baron er en yngre søn af den 1. baron Sherfield.
- 1964: baron Inglewood er en titel, der blev givet til den konservative politiker William Fletcher-Vane, den nuværende 2. baron er søn af den 1. baron Inglewood.
- 1964: baron Glendevon er en titel, der blev givet til den konservative politiker John Hope, den nuværende 3. baron er en yngre søn af den 1. baron Glendevon.
- 1964: baron Grimston of Westbury er en titel, der blev givet til den konservative politiker sir Robert Grimston , den nuværende 3. baron er sønnesøn af den 1. baron Grimston of Westbury.
- 1964: baron Renwick er en titel, der blev givet til forretnings- og embedsmanden sir Robert Burnham Renwick, 2. baronet, den nuværende 2. baron er søn af den 1. baron Renwick.
- 1964: baron St Helens er en titel, der blev givet til den konservative politiker Michael Hughes-Young, den nuværende 2. baron er en yngre søn af den 1. baron St Helens.
- 1965: baron Margadale er en titel, der blev givet til den konservative politiker John Morrison, den nuværende 3. baron er sønnesøn af den 1. baron Margadale.